# Brusná
Brusná (Duits: Brusna) is een Moravisch dorp, deelgemeente en kadastrale gemeente in de Tsjechische vlek (městys) Lomnice. In Křelov wonen ongeveer 70 mensen.

## Geschiedenis
- 1390 – De eerste schriftelijke vermelding van Brusná.
- 1996 – De gemeente Brusná wordt geannexeerd door de (toenmalige) gemeente Lomnice.